# Skupina Radar
Skupina Radar (nebo Tvůrčí skupina Radar) byla umělecká skupina, která sdružovala malíře, sochaře, grafiky, fotografy, také  redaktory, scenáristy a režiséry. Byla založena v roce 1960 a navazovala na civilistní poetiku Skupiny 42. Umělecky se řadila ke skupinám středního proudu tzv. krotkých modernistů. Působení skupiny na soudobé umělecké scéně z pohledu počátku jednadvacátého století není jednoznačné. Řada členů skupiny byla na počátku šedesátých let známa kladným postojem k politickému režimu a loajálním účastí na plnění oficiálních zakázek režimu.
Během desetileté existence skupiny se silné osobnosti rozvíjely různými směry. Například František Gross po etapě angažované práce na počátku šedesátých let navázal na svoji práci z čtyřicátých let 20. století a původní motivy rozvíjel a kombinoval. František Hudeček po pauze v padesátých letech také navázal na svoji tvorbu z minulého desetiletí a jeho tvorbu tvořily dvě rozdílné linie. Na jedné straně to byly shluky hmoty nebo kompozice pralesů a na straně druhé geometrické sítě a používání barevných ploch, s kterými dospěl až k formě op-artu. Ladislav Zívr ve stejném období odvrátil pozornost od „symbiózy člověka a stroje“ a ve své další tvorbě spojoval svět přírody s figurální tvorbou.
Další skupina autorů (Dobroslav Foll, Vladimír Kovářík, Zdeněk Mlčoch, Jiří Mikula ale zejména Teodor Rotrekl), která se kromě volné tvorby zabývala oblastí dobrodružné, vědecké, technické i futurologické ilustrace, přešla záhy od tematiky města k novým technickým objevům. Jejich tvorbu první poloviny šedesátých let lze označit jako dobovou vlnu tzv. „kosmického jara.“ této skupině lze volně přiřadit i práce Radima Maláta, které se shodují například užitím geometrického rastru, asymetrických prvků nebo tvarovou redukcí a veselou barevností.

## Historie a vznik umělecké skupiny
Mezi lety 1957–1963 probíhal v Československu proces ústupu od ideologizace umění. Uvolňování se mimo jiné projevilo povolením zakládat tvůrčí skupiny, které bylo schváleno v nových stanovách Svazu československých výtvarných umělců (SČVU) 22. prosince 1956. Nová generace umělců se bránila diskriminačním opatřením, jako bylo například rušení nebo oddalování termínů výstav nebo vyloučení umělců ze skupinových výstav, založením Bloku tvůrčích skupin v roce 1960. Iniciátorem vzniku a jeho předsedou se stal Miloslav Chlupáč. V Bloku tvůrčích skupin se spojily skupiny Máj, Etapa, Trasa, Experiment, Proměna a později MS 61 a UB 12, které se snažily prosazovat požadavky mladší generace umělců. V této atmosféře uspořádala výstavu v pražské galerii Československého spisovatele čtveřice bývalých spolužáků Dobroslav Foll, Teodor Rotrekl, František Skála a Zdeněk Mlčoch. Soukromě se nazývali Skupinou čtyř a nevystupovali jako tvůrčí skupina. Katalog vydaný k výstavě měl na titulní stránce logo obdélníku se čtyřmi barevnými poli, který poté přejala skupina Radar. I proto je možno čtveřici umělců považovat za základ dosud neexistující umělecké skupiny. Na výstavě byly představeny cykly maleb vycházející ze soudobé městské kultury, civilizace a techniky (realistická malba s umírněnými expresivními prvky). Druhá výstava, která ovlivnila vznik skupiny, byla samostatná výstava Františka Grosse v pražské Výstavní síni Purkyně. Jeho realistické práce vycházely z požadavků státní ideologie, ale zároveň se v jeho tvorbě objevily principy modernismu.

### Mezigenerační vztahy
Historici Luboš Hlaváček nebo Václav Formánek měli na vznik umělecké skupiny rozdílný pohled. Hlaváček ve své knize Současná československá grafika (1964) vyjádřil názor, že mladší výtvarníci se přihlásili k tradici a městské poetice Skupiny 42, ve které pokračovali. Tento názor zdůraznili přijetím tří členů Skupiny 42 – Františka Grosse, Františka Hudečka a Ladislava Zívra. Václav Formánek ve své a zároveň jediné publikované monografii skupiny vysvětloval, že spojením umělců nevznikl homogenní program. Spíše individualita jednotlivých osobností vytvářela soudržnost skupiny. Přesné informace nejsou známy, ale je zřejmé, že spojení podnítila vzájemná ochota ke spolupráci, prospěšná oběma stranám. Skupina čtveřice malířů společně s Františkem Grossem založila koncem roku 1960 uměleckou skupinu Radar. Název skupiny vyjadřoval proměnu světa, kdy věda a technika začala ovlivňovat život jednotlivce i společnosti. Název měl také navozovat na další inspiraci z oblasti moderní vědy a techniky.

## Členové skupiny
- Malíři a grafici: Dobroslav Foll, František Gross, Věra Heřmanská, František Hudeček, Jiří Chadima, Jaroslav Chudomel, Vladimír Kovářík, Radim Malát, Václav Menčík, Jiří Mikula, Milada Mikulová, Zdeněk Mlčoch, Teodor Rotrekl, František Říha, František Skála

- Knižní grafika a ilustrace: Václav Bláha
- Sochaři: Jaroslav Bartoš, Otto Sukup, Zdeněk Vodička, Jindřich Wielgus, Ladislav Zívr
- Fotografové: Josef Prošek, Ota Zouplna
- Redaktoři Václav Kubík (Kulturní tvorba), Vladislav Stanovský (Zlatý máj)
- Scenáristé a režiséři Bruno Šefranka, Jaromír Vašta
- Teoretici: Luboš Hlaváček, Vlastimil Fiala

Počet členů se v průběhu let měnil. Půl roku od založení měla skupina osmnáct a v roce 1963 třiadvacet členů. Od roku 1967 se přestali společných výstav účastnit Jaroslav Chudomel, Ladislav Zívr a Ota Zouplna.

## Program a činnost skupiny
První výstava prezentovala tvorbu osmnácti členů skupiny v pražské galerii Československého spisovatele (1961). V rámci výstavy byl vydán katalog, kde umělci odmítli skupinový program. Obhajovali se možná před možností, kdy by umělecká kritika poukazovala na nesourodost umělců a vystavených děl. I když program odmítali, do poloviny šedesátých let 20. století byla patrna návaznost na uměleckou Skupinu 42. Umělci tvořili v intencích realistické figurace s mírnými kubistickými nebo expresivními prvky.
Během prvních dvou let existence se ve skupině zviditelnily dva rozdílné programy, které si však byly vzájemně blízké. Pro umělce, jejichž vzorem byla osobnost a tvorba Františka Grosse, zůstala klíčovým tématem civilní poetika. Druhá sekce (Gross, Hudeček, Foll a Rotrekl) hledala nové výrazové prostředky pro vyjádření podstaty a dynamiky vědeckotechnického pokroku, ale i rozpory moderního života. V roce 1965 zařadil Václav Formánek skupinu do proudu začínajícího konstruktivismem a poetismem dvacátých let, který se ve třicátých letech 20. století prolínal s prvky surrealismu a pozdního kubismu.
Členové skupiny úzce spolupracovali. Jezdili nejen na společné výjezdy, ale spolupracovali také na realizaci konkrétních témat. Během šedesátých let se prezentovali na samostatných výstavách nebo vystavovali po dvojicích či trojicích. S ohledem na působení některých členů skupiny v nakladatelství bylo časté rozdělování ilustrační a grafické tvorby, kterou lze nalézt v plakátové tvorbě nebo v řadě knižních titulů například při realizaci knihy Válka s mloky (1965), kde spolupracoval Teodor Rotrekl (ilustrace) a Václav Bláha (grafická úprava) nebo v antologii anglických a amerických sci-fi povídek Tunel do pozítří (1967).
Mezi další aktivity skupiny patřil i hudební „happening“. V roce 1959 založili Foll, Kovářík, Mlčoch a Skála houslové kvarteto, které podle pamětníků nikdy „nedosáhlo souhry“, ale bylo míněno jako zábavná nadstavba jak zviditelnit výtvarnou činnost a upoutat pozornost návštěvníků výstav.
Technické organizaci výstav a přípravě katalogů se věnovali především knižní grafik a typograf Václav Bláha a Teodor Rotrekl se svými zkušenostmi z propagačních výstav. Funkci manažera skupiny zastával Václav Kubík, tajemníkem byl krátce Oto Zouplna a předsedou Jiří Mikula.
Někteří umělci (Zdeněk Mlčoch, Vladimír Kovářík, Dobroslav Foll, František Říha, Radim Malát a příležitostně i další členové) vkládali do své tvorby logo skupiny, které se stalo symbolem skupinové pospolitosti. Během šedesátých let vznikly také rozměrné obrazy členů skupiny Dobroslava Folla. Například na obraze Radar zobrazil čtyři zakládající umělce skupiny v humorných gestech a postojích.

### Období činnosti a její ukončení
Umělecká činnost a existence skupiny kopírovala kulturně-politický vývoj. Lze ji rozdělit do několika etap. V první etapě do roku 1963 jednotlivý členové svoji tvorbu postupně formovali tak, že na výstavách pořádaných během roku 1963 představili nejvíce konzistentní soubor prací skupiny za celou dobu své existence.
Období mezi lety 1964 až 1965 lze pojmout jako druhou etapu činnosti skupiny. Tvorba jednotlivých členů se začala rozcházet do různých směrů i hodnotových úrovní. Vedle bývalých členů Skupiny 42 vzbudil pozornost Teodor Rotrekl inspirovaný pop-artem nebo Dobroslav Foll se svými malbami zobrazující levitující (vznášející se) předměty. František Hudeček začal vytvářet op-artové kompozice, následován Jiřím Mikulou a v menší míře dalšími umělci skupiny.
Ve třetí a zároveň poslední etapě činnosti skupiny (1966–1970) se také sochaři (Jaroslav Bartoš, Zdeněk Vodička nebo Jindřich Wielgus) inspirovali abstraktní tvorbou. Z obvyklého průměru vystoupil pouze Otto Sukup vytvářející polychromované plastiky vycházející z lidového umění rodné Moravy.
Počínající normalizace ovlivnila mimo jiné také jednotlivé tvůrčí svazy. V prosinci roku 1970 byly schváleny nové stanovy nahrazující původní SČVU. Po jeho reorganizaci byla zakázána činnost tvůrčích uměleckých skupin. Také Radar ukončil svoji činnost. Někteří jeho členové byli ze SČVU vyloučeni (Václav Bláha, Dobroslav Foll, Teodor Rotrekl, František Skála). Pro jiné znamenaly nové poměry kariérní i umělecký vzestup (Jiří Mikula, Milada Mikulová, Zdeněk Vodička). Naposledy členové Radaru vystavovali v Galerii umění Karlovy Vary (1971). Oficiálně se už nejednalo o skupinovou výstavu.

## Kolektivní výstavy – výběr
- 1961 Galerie Československý spisovatel, Praha
- 1963 Galerie výtvarného umění v Ostravě, Poruba, Ostrava
- 1963 Galerie Nová síň, Praha
- 1963 Obrazy, grafiky, plastiky a fotografie, Východočeská galerie, Pardubice
- 1963 Obrazy, grafiky, plastiky a fotografie, Krajská galerie (1952–1972), Ostrava
- 1964 Mánes, Praha
- 1964 České Budějovice
- 1965 Galerie umění Karlovy Vary, Karlovy Vary
- 1966 Sochaři skupiny Radar, Divadlo Rokoko, Praha
- 1966 Radar 66, Orlická galerie, Rychnov nad Kněžnou
- 1967 Mánes, Praha
- 1971 25 malířů, sochařů a grafiků z Prahy, Galerie umění Karlovy Vary
- 1994 Galerie Vltavín, Masarykovo nábřeží, Praha
- 2002 Skupina Radar, Výtvarné centrum Chagall, Ostrava
- 2005–2006 Něco z Radaru, Galerie Mona Lisa, Olomouc